# Vickleby ädellövskog
Vickleby ädellövskog är ett naturreservat i Mörbylånga kommun i Kalmar län.
Området är naturskyddat sedan 1988 och är 93 hektar stort. Reservatet består av ädellövskog som är trädklädda betesmarker och lövängar med ek.